# ゲイドン (装甲巡洋艦)

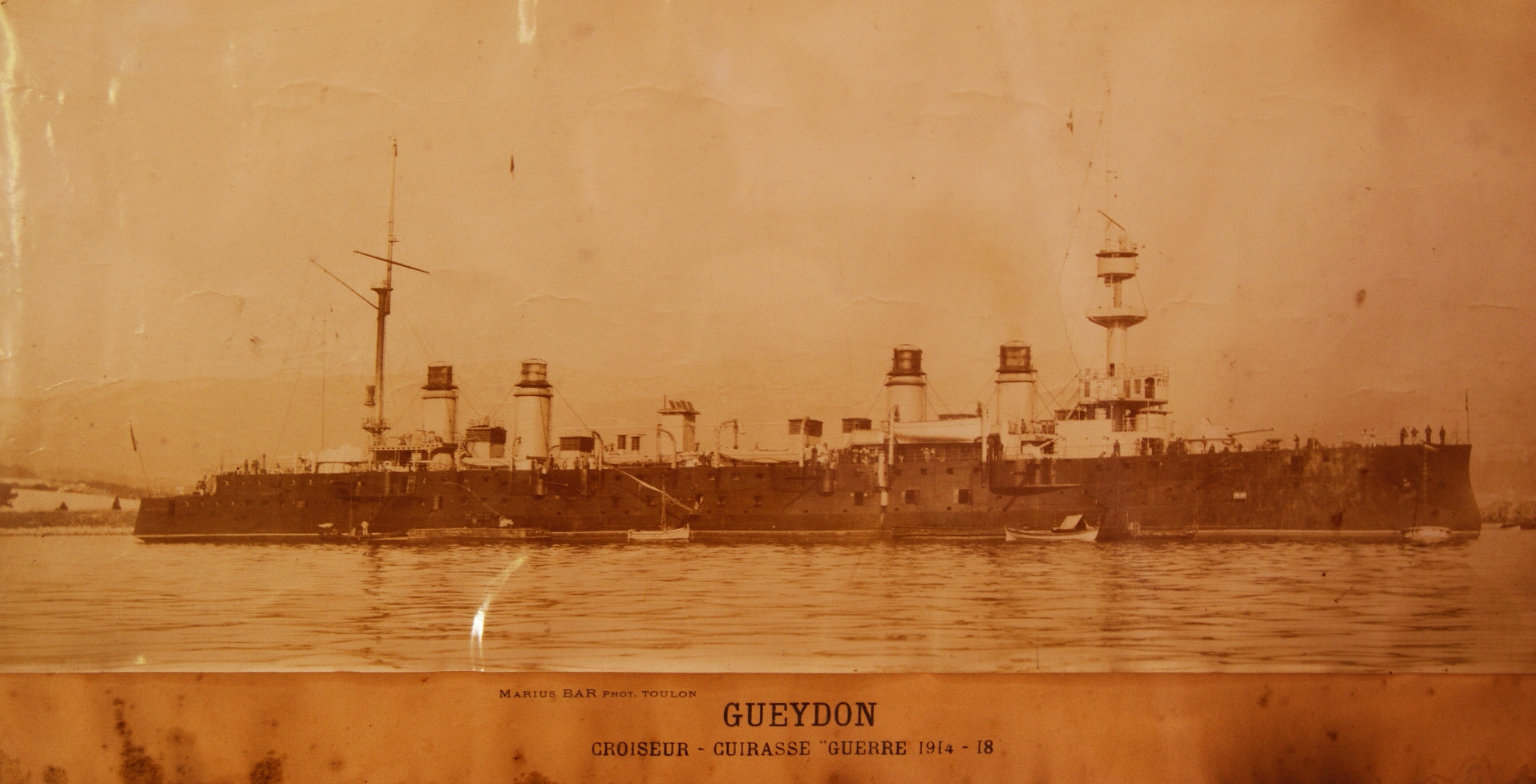

ゲイドン（Gueydon）はフランス海軍の装甲巡洋艦。ゲイドン級。艦名となっているゲイドンは、フランス海軍の提督およびフランス第三共和政時の初代アルジェリア総督である。

## 艦歴
ロリアン工廠（Arsenal de Lorient）で建造。1898年8月2日、ないし8月13日起工。1899年9月20日進水。1903年9月1日就役ないし竣工。
「ゲイドン」は1903年に「モンカルム」とともに極東配備となる。1905年には「デュプティ・トゥアール」も加わったが、翌年末には3隻ともフランス本国に戻った。1907年からは「ゲイドン」は北方艦隊（Escadre du Nord）に属し、1910年以降は予備役となっていた。

### 第一次世界大戦
第一次世界大戦ではまずシェルブールの第2軽艦隊（2e escadre légère）に属す。開戦後、「ゲイドン」などの装甲巡洋艦は潜水艦や水雷艇による哨戒線の支援に当たった。
「ゲイドン」と「デュプティ・トゥアール」、「グロアール」は1916年2月から一時ダカールに配置された。9月からは西インド諸島配備となっている。1917年中にはブレストに戻り、予備役となった。
1918年10月から1819年6月まで「ゲイドン」はムルマンスク、アルハンゲリスク方面で活動した。
1923年、砲術練習艦に改装。兵装は14cm単装砲10基、7.5cm単装高角砲4基となった。1931年7月1日時点では14cm砲は9門となっている。
1931年7月24日に除籍され、ブレストでハルクとなる。または1935年にハルク。もしくは1935年7月24日にブレストで宿泊艦。
第二次世界大戦中の1942年に（ツーロンで）破壊され、戦後解体された。または1944年8月27日にブレストで爆撃により沈没。

## 要目
- 排水量：9500トン[15]、または常備排水量9548トン[2]
- 長さ：全長139.68m、垂線間長138.00m[15]、または全長137.97m[2]
- 幅：水線幅19.4m[15]、または幅19.38m[2]
- 主缶：ニクローズ缶28基[16]
- 主機：直立型4気筒3段膨張式レシプロ蒸気機関3基、3軸[17]
- 速力：21ノット（設計）[15]、または21.8ノット[2]
- 装甲：装甲帯150mm（最大）、甲板33/55mm、19cm砲塔161mm、ケースメイト102mm、司令塔174mm[18]、または装甲帯40-150mm、甲板40-56mm、砲塔200mm、ケースメイト160mm、司令塔160mm[2]
- 兵装：M1893-96 40口径19cm砲2門（単装）[20]、M1893-96 45口径16cm速射砲8門[22]、M1893 45口径10cm速射4門（単装）、M1885 40口径47mm速射砲18門または16門（単装）、37mm速射砲4門または6門（単装）、45cm水中魚雷発射管2門、魚雷6本[23]